# Andacollo (Neuquén)
Andacollo is een plaats in het Argentijnse bestuurlijke gebied Minas in de provincie  Neuquén. De plaats telt 2.627 inwoners.